# Sindactília

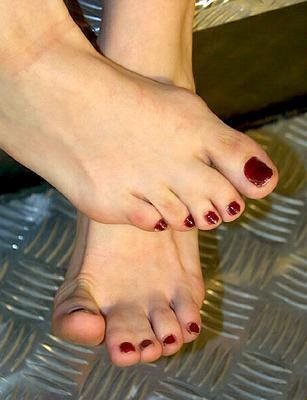
Peus d'una persona amb sindactília; es pot observar la fusió dels dits segon i tercer

La sindactília  (del grec συν, "junt", i δακτυλος, "dit") és la fusió congènita o accidental de dos o més dits entre si. Passa normalment en alguns mamífers com el siamang, però és inusual en els humans. La sindactília és la malformació congènita dels membres més freqüent, amb una incidència d'1 entre cada 2.000-3.000 nascuts vius. Pot ser classificada com a simple quan només afecta teixits tous o complexa quan afecta els ossos o ungles de dits adjacents.

## Genètica
Els locus associats a la sindactília són:
- Tipus I - 2q34-Q36[2]
- Tipus II - 2q31-q32
- Tipus III - 6q21-Q23
- Tipus IV - 7q36
- Tipus V - 2q31-q32